# Университет международного бизнеса и экономики (Пекин)
Университет международного бизнеса и экономики (англ. University of International Business and Economics, UIBE, кит. трад. 對外經濟貿易大學, упр. 对外经济贸易大学, пиньинь Duìwài Jīngjì Màoyì Dàxué, сокращённо 贸大, Mào Dà) — государственный исследовательский университет, специализирующийся на бакалавриате и последипломном образовании в области экономики, финансов, международного бизнеса, менеджмента, бизнеса, права, иностранных языков и международных отношений. Основанный в 1951 году в Пекине Министерством внешней торговли и экономического сотрудничества Китая, он является одним из элитных китайских университетов. Это университет двойного первого класса, включённый в национальный план университетов двойного первого класса. UIBE также является одним из самых конкурентоспособных и отборных университетов для поступления в бакалавриат в Китае.
Университет международного бизнеса и экономики является первоклассным государственным исследовательским учреждением в рамках ключевого национального университета «План университета двойного первого класса» и бывшего проекта 211 и, таким образом, получает особую поддержку и одобрение со стороны правительства Китая. UIBE считается ведущим китайским университетом в сферах экономики, финансов, международного бизнеса и иностранных языков. По состоянию на 2020 год он занимал 3-е место среди университетов, специализирующихся на финансах, бизнесе и экономике, в недавнем выпуске широко признанного рейтинга лучших китайских университетов.
В 2015 году в UIBE обучалось 12 760 студентов из Китая и 3334 иностранных студента из 148 стран и регионов. Он управляется совместно Министерством образования и Министерством торговли Китайской Народной Республики.
UIBE занимает 101–200 место в рейтинге 100 лучших инновационных университетов WURI Global 2021.

## История
Университет был основан в 1951 году как Пекинский институт внешней торговли. Он обеспечивал обучение и подготовку государственных служащих, ответственных за управление экономикой и международным бизнесом Китая, под руководством Министерства внешней торговли и экономического сотрудничества и Министерства образования. Впервые он был назначен китайским правительством в качестве ключевого университета ещё в 1960 году  за его выдающиеся академические программы, а затем признан ключевым национальным университетом в 1978 году после приостановления деятельности во время Культурной революции. После начала китайской экономической реформы при Дэн Сяопине UIBE стал свидетелем беспрецедентного развития и расширения, и в 1984 году он был переименован в Университет международного бизнеса и экономики. В мае 1997 года UIBE был включён в список вузов «Проекта 211» первой очереди. В 2000 году UIBE стал одним из государственных университетов под руководством Министерства образования, а в июне того же года он объединился с Китайским институтом финансов, с тех пор он стал одним из лидеров не только в исследованиях экономики, управления бизнесом и права, но и в области финансов. UIBE включен в государственный план университетов двойного первого класса, программу, разработанную центральным правительством Китая, направленную на превращение около 140 китайских университетов в академические учреждения исключительно мирового уровня к 2050 году.

## Факультеты
Университет предлагает ряд курсов по международному бизнесу, экономике, международной торговле, финансам, менеджменту, коммерческому праву, иностранным языкам и смежным областям.
Университет традиционно имеет репутацию учебного полигона для высших государственных служащих Министерства торговли (ранее известного как Министерство внешней торговли, Министерство внешнеэкономических связей и торговли и Министерство внешней торговли и экономического сотрудничества) при правительстве Китайской Народной Республики. До 1989 года выпускники работали либо в министерстве, либо во многих государственных импортно-экспортных компаниях по всей стране.
UIBE является домом для Пекинского центра, программы для в основном американских студентов, обучающихся в Китае, которые проживают в UIBE и проходят курсы китайского языка, а также другие курсы, преподаваемые на английском языке широким кругом профессоров из лучших университетов Пекина.

## Академические рейтинги и репутация
По состоянию на 2020 год университет занимал 3-е место среди университетов, специализирующихся на финансах, бизнесе и экономике, в недавнем выпуске широко признанного рейтинга лучших китайских университетов. Учебное заведение обычно занимает первое или второе место в области экономики, финансов и международного бизнеса в рейтинге среди 300 китайских университетов.
В 2010 году Forbes China оценил 45 китайских бизнес-школ, многие из которых входят в число ведущих университетов страны, получающих существенную государственную поддержку, в зависимости от уровня заработной платы и окупаемости инвестиций выпускников программ MBA и Executive MBA. Программа EMBA UIBE достигла 10-го места, а программа MBA с полной занятостью вошла в топ-15. В аналогичном рейтинге программ part-time MBA, проведённом журналом в 2012 году, UIBE занял 13-е место.
В Академическом рейтинге университетов мира (ARWU) по предметам за 2021 год UIBE входит в число 200 лучших университетов мира по направлению «Деловое администрирование» и в число 300 лучших в мире по направлениям «Экономика» и «Менеджмент».

## Рейтинг входных стандартов
UIBE является одним из самых конкурентоспособных и отборных университетов для поступления в бакалавриат в Китае после того, как студенты сдали национальный вступительный экзамен в высшие учебные заведения. По данным Центра исследований высшего образования Китайского народного университета, в 2013 году учебное заведение заняло 14-е место как по комплексным измерениям, так и по допуску к программам изучения естественных наук, и 8-е место по гуманитарным наукам (которые в Китае традиционно включают предметы, связанные с экономикой).

## Школы и отделения

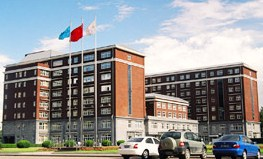

Школа международной торговли и экономики:
- Кафедра международной торговли
- Кафедра финансов
- Кафедра экономики
- Кафедра транспорта и логистики
- Кафедра политической экономии
- Кафедра международного экономического сотрудничества
- Кафедра математической и количественной экономики

Школа международной торговли и экономики является одним из ведущих центров Китая по изучению и исследованию международной торговли и финансов. Школа представляет собой устоявшееся научно-исследовательское учреждение, включающее семь кафедр и десять исследовательских центров.
Школа банковского дела и финансов:
- Кафедра банковского дела
- Кафедра финансового инжиниринга
- Кафедра инвестиций

В 2001 году Школа банковского дела и финансов UIBE объединилась с бывшим Китайским финансовым институтом, который был широко известен как высшая школа Народного банка Китая и получил одобрение центрального правительства Китая. В настоящее время в SBF обучается около 1500 студентов, из них 950 студентов, 179 аспирантов и 33 докторанта, в том числе более 100 иностранных студентов. В школе также обучается около 300 аспирантов, специализирующихся в области финансов, которые учатся на заочном отделении.
Школа бизнеса:
- Кафедра международного делового администрирования
- Кафедра бухгалтерского учёта
- Кафедра корпоративных финансов
- Кафедра управления персоналом
- Кафедра маркетинга
- Кафедра статистики

Бизнес-школа Университета экономики международного бизнеса (далее UIBEBS) была основана в 1982 году как кафедра управления международным бизнесом. Сейчас это вторая по величине среди 16 школ кампуса по количеству учащихся и преподавательскому составу. Преподавание и исследования в UIBEBS охватывают практически все аспекты управления бизнесом с программами в области бухгалтерского учёта, финансов, маркетинга, управления бизнесом и управления человеческими ресурсами. UIBEBS использует учебники и учебные материалы из Соединённых Штатов Америки в курсах, преподаваемых на английском языке. Бизнес-школа по состоянию на май 2014 года является членом Ассоциации по развитию университетских бизнес-школ (AACSB), а также Европейской системы повышения качества (EQUIS). К концу 2013 года в UIBEBS было 2499 очных и 1060 заочных студентов. Из общего числа 597 — иностранные студенты.
Школа права
- Кафедра международного права
- Кафедра гражданского права
- Кафедра хозяйственного права

Юридический факультет Университета международного бизнеса и экономики (UIBE), основанный в 1984 году, предлагает утверждённую государством ключевую дисциплину международного права и насчитывает около 50 штатных преподавателей. В 2010 году UIBE занимает второе место в национальном рейтинге высших учебных заведений Китая по уровню занятости.
Также в университете есть следующие школы: Школа иностранных языков, школа международных исследований, школа информационных технологий и управленческой инженерии, школа международных отношений, научно-исследовательский институт глобальных цепочек создания стоимости, школа государственного управления; страхования и экономики; китайского языка и литературы; китайско-французская международная школа менеджмента; международная школа Чжуоюэ; школа исполнительного развития; китайский институт исследований ВТО; институт международной экономики и школа дистанционного образования.

## Кампус
Кампус получил прозвище «Сад Хуэй» (惠园). Семь зданий являются либо общежитиями, либо учебными корпусами. На северо-западе участка находится крупный учебный корпус, который раньше принадлежал Китайскому финансовому институту под названием Босюэ (博学楼). Еще одно современное учебное здание расположено в юго-восточном углу и называется Нинюань (宁远楼). В октябре 2008 года было открыто новое здание библиотеки.
Помимо спортивных площадок, здесь есть китайский сад (южная сторона), клетка для птиц и пруд.

## Известные выпускники
- Гун Чжэн — мэр Шанхая и бывший губернатор провинции Шаньдун.
- Юн Мэй[англ.] — китайская актриса, обладательница премии «Серебряный медведь» за лучшую женскую роль на 69-м Берлинском международном кинофестивале.
- Чжоу Вэньчжун[англ.] — бывший посол Китайской Народной Республики в Соединённых Штатах Америки с 2005 по 2010 год.

## Иностранные студенты
UIBE был одним из первых китайских университетов, принявших иностранных студентов: первая группа поступила в 1954 году. 
Более 70% иностранных студентов родом из Республики Корея (Южной Кореи). Однако студенты из КНДР (Северной Кореи), несмотря на близость этой страны к Китаю, бывают очень редко. В последнее время наблюдается приток западноевропейских (Финляндия, Франция, Германия, Италия) и североамериканских студентов. Японские, индонезийские, вьетнамские и таиландские студенты также составляют значительную долю иностранных студентов.
С 1998 года UIBE и Реймская школа менеджмента создали франко-китайскую программу бакалавриата CESEM. Он также имеет соглашение об обмене испанскими студентами с Папским университетом Комильяс. Другими партнёрами по программе двойного диплома являются парижская бизнес-школа ESCE и Кардиффский университет.
UIBE — один из первых университетов в Китае, запустивший международную студенческую программу, полностью преподаваемую на английском языке. Эта программа стала очень популярной среди иностранных студентов как в Китае, так и за его пределами.